# Ilex triflora
Ilex triflora är en järneksväxtart som beskrevs av Carl Ludwig von Blume. Ilex triflora ingår i släktet järnekar, och familjen järneksväxter. Utöver nominatformen finns också underarten I. t. kanehirai.